# Quercus laceyi
Quercus laceyi, és una espècie de roure que pertany a la família de les fagàcies. Està dins de la secció dels roures blancs del gènere Quercus.

## Descripció
Quercus laceyi és un arbre caducifoli de mida petita o mitjana, rarament creix més d'11 metres d'altura, i té un tronc robust. L'escorça és escamosa, de color gris fosc. Les branques fan 4-7 mm de gruix, de color gris groguenc, amb lenticel·les de color marró clar. Les gemmes fan 2-6 mm, còniques ovoides, de color marró fosc. Les fulles fan entre 3,7-15 x 2-6 cm, coriàcies, el·líptiques. L'àpex és arrodonit, base cuneïforme. Les fulles són llises, de color gris-verd per sobre, pàl·lides per sota. El marge de la fulla és fistonada-ondulada o totalment arrodonida. Tenen un discret lòbul, entre 9-14 parells de venes. El pecíol fa 3-7 mm de llarg. Les flors masculines amb anteres grogues, amb aments d'entre 2-3 cm de llarg. Les glans fan 1,3 cm de llarg, ovoides, de color marró, entre 1 a 3 glans juntes, sense pecíol o gairebé; tancades 2/3 de la tassa. La tassa té escates tomentoses, lliures de cotilèdons. Les glans maduren al cap d'1 any.

## Distribució
Quercus laceyi creix al nord-est de Mèxic, concretament als estats de Nuevo León, Tamaulipas, Coahuila i San Luis Potosí i a l'oest de Texas (Estats Units); concretament a l'Altiplà d'Edwards.
Prefereix llocs secs calcaris i suporta sòls molt argilosos.
Quercus laceyi ha estat sovint confós amb Quercus glaucoides, que és un roure de fulla perenne nativa al centre i el sud de Mèxic.

## Taxonomia
Quercus laceyi va ser descrita per John Kunkel Small i publicat a Bulletin of the Torrey Botanical Club 28(6): 358. 1901.
Etimologia
Quercus: nom genèric del llatí que designava igualment al roure i a l'alzina.
laceyi: epítet
Sinonímia
- Quercus breviloba subsp. laceyi (Small) A.Camus
- Quercus breviloba f. laceyi (Small) Trel.
- Quercus microlepis Trel. & C.H.Müll.
- Quercus porphyrogenita Trel.[3][4]